# Larry Mize
Lawrence Hogan Mize (Augusta, Georgia, 23 september 1958)  is een professional golfer uit de Verenigde Staten. Hij werd in 1987 internationaal bekend toen hij de Masters won. Hij speelt sinds 2008 op de Champions Tour.
Larry Mize studeerde aan Georgia Tech.

## Professional
Mize werd in 1980 professional. Van 1982-2001 speelde hij op de Amerikaanse PGA Tour zonder ooit zijn speelrecht te verliezen. Daartoe was hij altijd in de top-125 op de Order of Merit.  Hij won vier toernooien op de PGA Tour, inclusief de Masters, en drie toernooien op de Japan Golf Tour. Zijn eerste overwinning op de Tour kwam in 1983: de  Danny Thomas Memphis Classic.
Toen hij in 1987 de Masters speelde in zijn geboorteplaats Augusta, kwam hij in een play-off tegen Greg Norman en Severiano Ballesteros. Ballesteros maakte op de eerste hole een bogey en viel af. Op de tweede hole (hole 11) ging Mize's tweede slag naast de green en 47 meter van de vlag. Norman's tweede slag kwam op de rand van de green. Nadat Mize zijn bal inchipte moest Norman een lange birdieputt maken. Dit lukte niet zodat Mize won. Toen Mize in datzelfde jaar 4de werd bij het US Open, kwam hij in de top-10 van de Official World Golf Ranking.
Mize speelde in 1987 in de Ryder Cup en in 2000 in de laatste Alfred Dunhill Cup.
Met Coca-Cola als sponsor organiseerde Mize jarenlang een golftoernooi op de Atlanta Athletic Club ten bate van de cystic fibrosis.

### Gewonnen

#### PGA Tour
- 1983: Danny Thomas Memphis Classic
- 1987: De Masters
- 1993: Northern Telecom Open, Buick Open

#### Japan Golf Tour
- 1988: Casio World Open
- 1989: Dunlop Phoenix Tournament
- 1990: Dunlop Phoenix Tournament

#### Elders
- 1993: Johnnie Walker World Championship

#### Champions Tour
- 2010: Championnat de Montréal

### Teams
- Ryder Cup: 1987
- Alfred Dunhill Cup: 2000

In 1991 werd Mize toegevoegd aan de Georgia Hall of FAme.